# Ereunetea minor
Ereunetea minor là một loài bướm đêm trong họ Geometridae.